# Fakultät für Landschaftskunde des Kollegs Kaunas

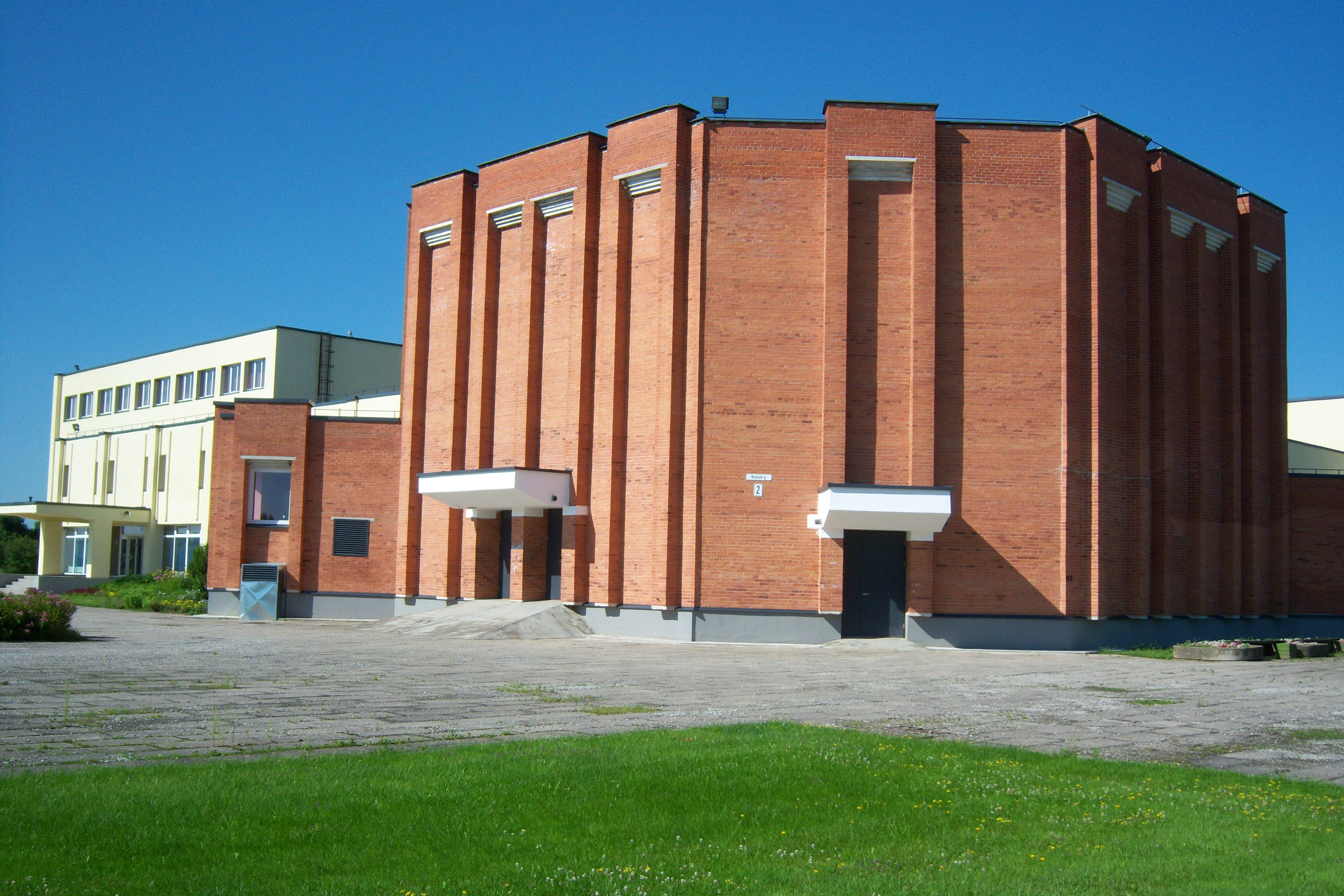
Mastaičiai

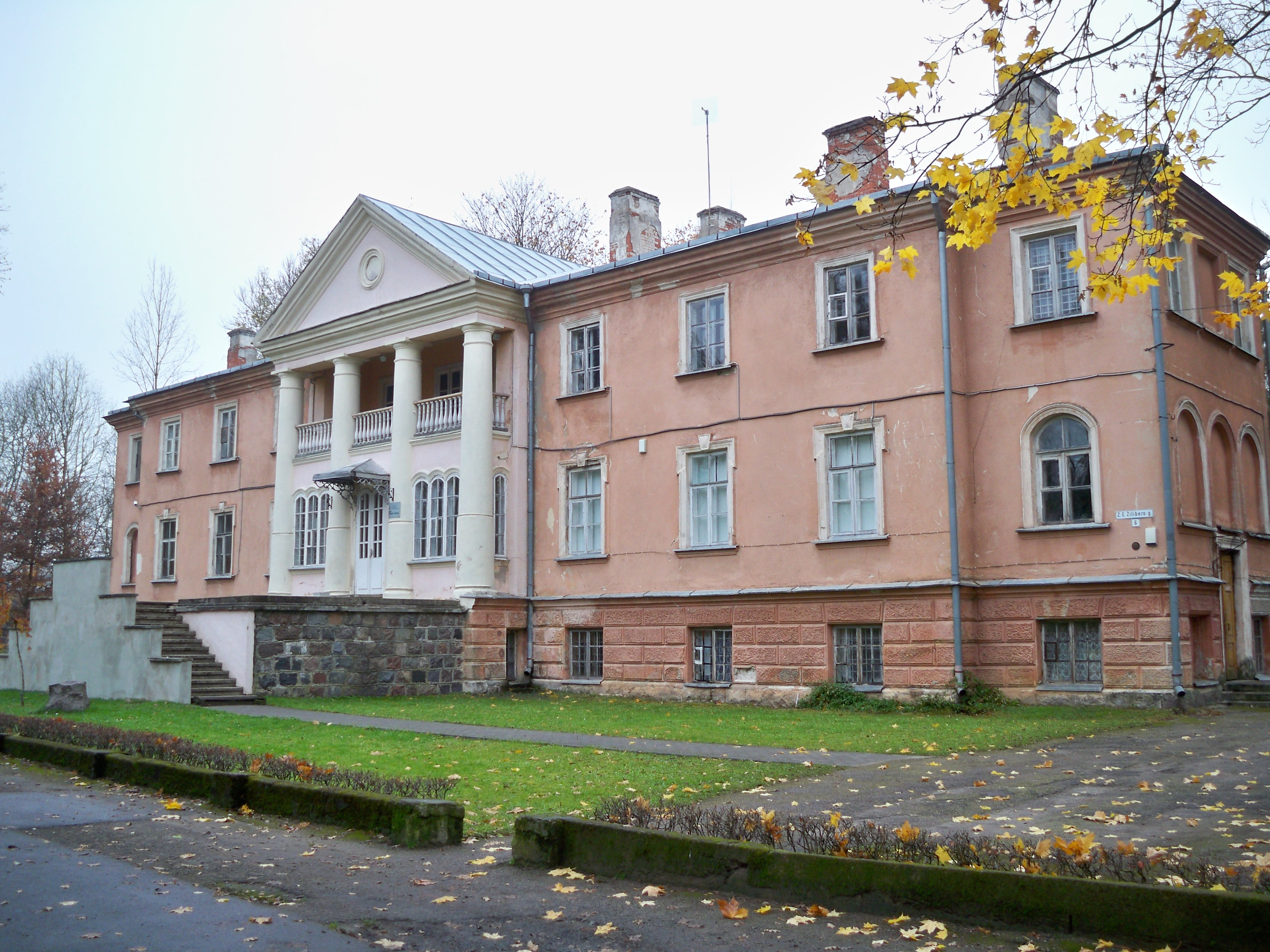
Technikum, Aukštoji Freda

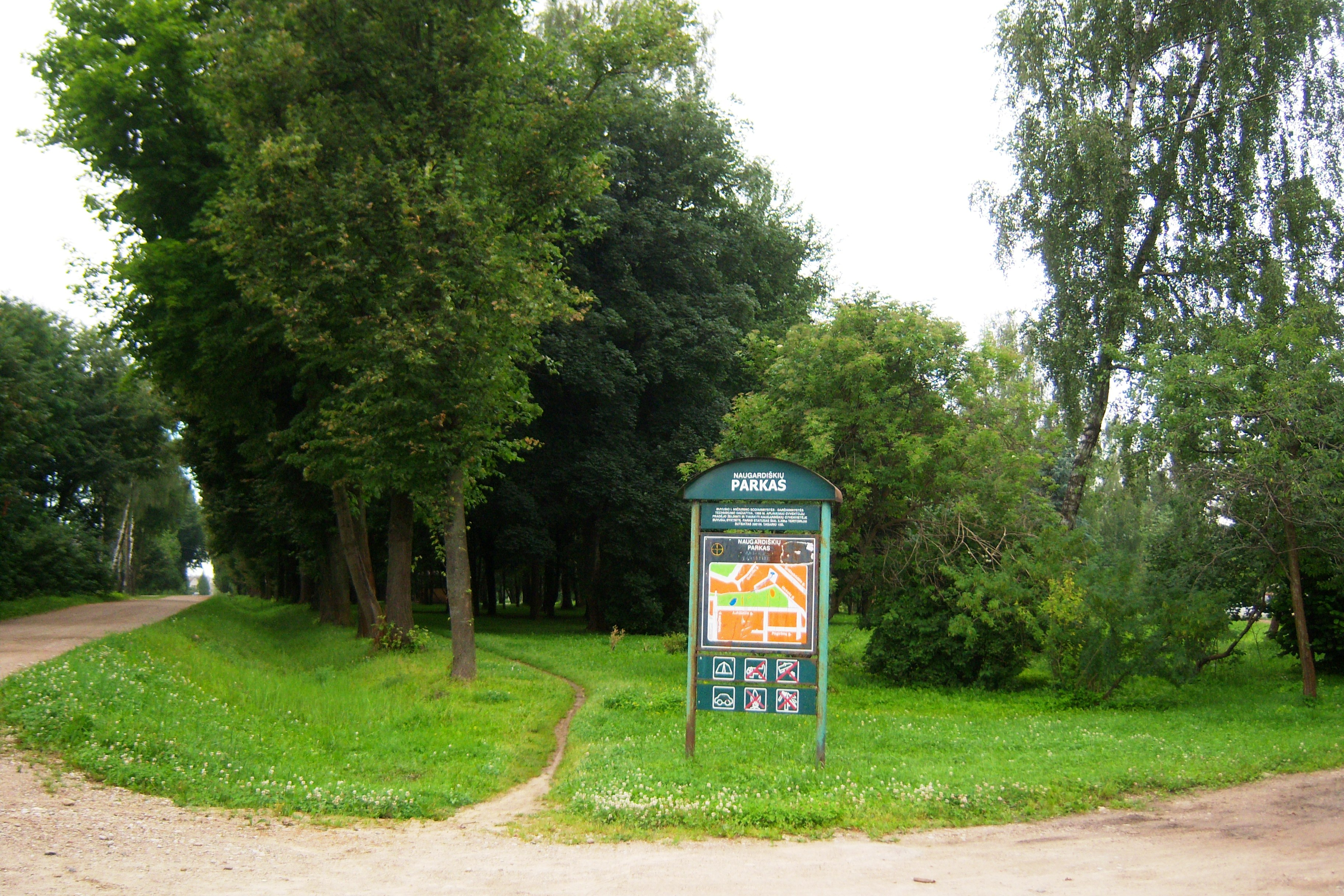
Park Naugardiškės

Fakultät für Landschaftskunde des Kollegs Kaunas (lit. Kauno kolegijos Kraštotvarkos fakultetas) ist eine Fakultät von Kauno kolegija. Die Fakultät befindet sich in  Mastaičiai, Rajongemeinde Kaunas. Es gibt 1100 Studenten und 70 Hochschullehrer.

## Leitung
- Dekan: Vaclovas Makūnas
- Prodekanin: Janina Morkūnienė

## Geschichte
1920 wurde die Schule für Gartenbau und Feldwirtschaft (lit. Sodininkavimo ir daržininkavimo mokykla) in Aukštoji Freda errichtet.
Ab 1923 gehörte sie der Fakultät für Naturwissenschaft und Mathematik der Kauno universitetas und
ab 1924 dem Landwirtschaftsministerium Litauens. 1925 wurde die Schule zur Höheren Schule Fredos aukštesnioji sodininkystės ir daržininkystės mokykla und 1935 zu Sodininkystės ir daržininkystės mokykla reorganisiert. 1945 wurde sie zum Technikum, danach zum Mitschurin-Sowchos-Technikum Kaunas, später zum Kauno žemės ūkio technikumas.
1990 wurde es zu Kauno aukštesnioji žemės ūkio mokykla und danach zur höheren Schule Aukštesnioji kraštotvarkos ir verslo mokykla (AKVM).
Seit September 2002 ist sie die Fakultät für Landschaftskunde des Kollegiums Kaunas.

## Lehrer
- Antanas Busilas, Autor
- Kazys Daugėla, Fotograf
- Jonas Jasiukaitis, Architekt
- Jokūbas Stanišauskas, Minister

## Absolventen
- Albinas Albertynas (1934–2005), Agronom, Politiker, Mitglied des Seimas
- Albertas Vasiliauskas (1935–2024),  Phytopathologe, Forstwirtschaftsminister, stellv. Umweltminister
- Jonas Mačys (1938–2012), Politiker, Seimas-Mitglied und Bürgermeister von Vilkaviškis